# Meinolf Peters
Meinolf Peters (geb. 1952 in Emmerich) ist ein deutscher Psychologe, Psychotherapeut und Hochschullehrer an der Philipps-Universität Marburg.

## Leben
Peters studierte Psychologie an der Justus-Liebig-Universität Gießen von 1975 bis 1981. Anschließend war er dort wissenschaftlicher Mitarbeiter der Abt. Entwicklungspsychologie. Von 1988 bis 2004 war er zunächst als klinischer Psychologe und Leiter der Abteilung Forschung und Dokumentation, seit 1999 als Abteilungsleiter in der Rothaarklinik, Fachklinik für Psychosomatische Medizin in Bad Berleburg tätig. Er erwarb sich 15 Jahre klinische Erfahrungen in der Behandlung älterer Patienten und baute an der Klinik eine Abteilung Psychotherapie und Psychosomatik in der zweiten Lebenshälfte auf. Seit 2004 ist Peters als Psychoanalytiker niedergelassen. Ebenfalls seit 2004 ist Peters ist Lehrbeauftragter der Philipps-Universität Marburg. Er war 2010 bis 2017 Honorarprofessor am Fachbereich Erziehungswissenschaften. Zusätzlich war er seit 2004 als Projektmanager in der Klinik am Hainberg in Bad Hersfeld und von 2008 bis 2017 als leitender Psychologe tätig. Seitdem ist er Berater und Supervisor. Seit 2008 ist er Mitinhaber und Geschäftsführer des Instituts Alternspsychotherapie und angewandte Gerontologie (gegründet durch Hartmut Radebold).

## Arbeitsschwerpunkte
Peters wurde in Gesprächspsychotherapie (GwG) und Psychoanalyse (DPG) ausgebildet und machte eine Weiterbildung in systemisch-lösungsorientierter Psychotherapie.
Seit 1989 entwickelte sich eine Zusammenarbeit mit Hartmut Radebold. In den 1990er Jahren führte er zusammen mit ihm ein erstes Forschungsprojekt zur stationären Psychotherapie älterer Patienten durch, die einer seiner Arbeitsschwerpunkte blieb. Die Alterspsychotherapie entwickelte sich zu seinem Themenschwerpunkt, besonders im Hinblick auf deren entwicklungspsychologische und gerontologische Grundlagen. Dabei befasste er sich auch mit dem Problem der Identitätsfindung älterer Menschen in der postmodernen Welt. Ein besonderer Beitrag war eine Studie (in Zusammenarbeit mit der Berliner Psychotherapeutenkammer) 2011 zum therapeutischen Stil, bzw. therapeutischen Beziehung in der Behandlung Älterer.
Sein anhaltendes wissenschaftliches Interesse gilt der Entwicklung einer altersmodifizierten Psychotherapie, die auch die aus der Versorgung bislang weitgehend ausgeschlossenen Hochaltrigen einschließt. Seine Theorie der sekundären Strukturdefizite verknüpft strukturbezogene psychodynamische Modelle mit altersbezogenen klinischen Überlegungen und untersucht die Wirkung altersbezogener Veränderungen im Hinblick auf strukturelle Defizite.
Ein weiterer Arbeitsschwerpunkt, der ebenfalls die Arbeit von Radebold fortführt, ist das Thema der Folgen von Krieg, Flucht und Vertreibung im Alter.

## Veröffentlichungen
Monografien
- Das Trauma von Flucht und Vertreibung. Psychotherapie älterer Menschen und der nachfolgenden Generationen. Klett-Cotta, 2018. ISBN 978-3-608-96205-5
- Psychodynamische Psychotherapie mit Älteren: Eine Einführung (Psychodynamik kompakt). Vandenhoeck & Ruprecht 2017. ISBN 3-525-40595-2.
- Die gewonnenen Jahre: Von der Aneignung des Alters. Psychosozial-Verlag, 2017. ISBN 3-8379-2650-8.
- Klinische Entwicklungspsychologie des Alters. Grundlagen für psychosoziale Beratung und Psychotherapie. Vandenhoeck & Ruprecht, 2004. ISBN 3-525-46219-0.
- mit Joachim Lindner: Psychosoziale Gesundheit im Alter: Neue Herausforderungen für die Prävention und Psychosomatische Rehabilitation. Mediengruppe Oberfranken, 2012. ISBN 3-96474-134-5.

Aufsätze
- Meinolf Peters Publikationen (ResearchGate)

Herausgeberschaften
Peters ist Mitherausgeber der Zeitschrift Psychotherapie im Alter.